# Finale du Grand Prix ISU 2006-2007
Navigation
Édition précédente Édition suivante
La finale du Grand Prix ISU est la dernière épreuve qui conclut chaque année le Grand Prix international de patinage artistique organisé par l'International Skating Union. Elle accueille des patineurs amateurs de niveau senior dans quatre catégories: simple messieurs, simple dames, couple artistique et danse sur glace.
Pour la saison 2006/2007, la finale est organisée du 14 au 17 décembre 2006 au palais de glace de Saint-Pétersbourg en Russie. Il s'agit de la 12e finale depuis la création du Grand Prix ISU en 1995.

## Qualifications
Seuls les patineurs qui atteignent l'âge de 14 ans au 1er juillet 2006 peuvent participer aux épreuves du Grand Prix ISU 2006/2007. Les épreuves de qualifications sont successivement :
- le Skate America du 26 au 29 octobre 2006 à Hartford
- le Skate Canada du 2 au 5 novembre 2006 à Victoria
- la Coupe de Chine du 9 au 12 novembre 2006 à Nankin
- le Trophée de France du 17 au 19 novembre 2006 à Paris
- la Coupe de Russie du 23 au 26 novembre 2006 à Moscou
- le Trophée NHK du 30 novembre au 3 décembre 2006 à Nagano

Les patineurs participent à un ou deux grands-prix. Les six patineurs qui ont obtenu le plus de points sont qualifiés pour la finale et les trois patineurs suivants sont remplaçants.
|             | Messieurs         | Dames            | Couples                                  | Danse sur glace                                |
| ----------- | ----------------- | ---------------- | ---------------------------------------- | ---------------------------------------------- |
| 1           | Brian Joubert     | Miki Ando        | Shen Xue / Zhao Hongbo                   | Albena Denkova / Maxim Staviski                |
| 2           | Evan Lysacek      | Júlia Sebestyén  | Rena Inoue / John Baldwin                | Marie-France Dubreuil / Patrice Lauzon         |
| 3           | Daisuke Takahashi | Kim Yuna         | Maria Petrova / Aleksey Tikhonov         | Tanith Belbin / Benjamin Agosto (Forfait)      |
| 4           | Nobunari Oda      | Mao Asada        | Zhang Dan / Zhang Hao                    | Oksana Domnina / Maksim Chabaline              |
| 5           | Alban Préaubert   | Fumie Suguri     | Aljona Savchenko / Robin Szolkowy        | Isabelle Delobel / Olivier Schoenfelder        |
| 6           | Johnny Weir       | Sarah Meier      | Valérie Marcoux / Craig Buntin           | Jana Khokhlova / Sergey Novitski               |
| Remplaçants |                   |                  |                                          |                                                |
| 1er         | Sergei Davydov    | Joannie Rochette | Elizabeth Putnam / Sean Wirtz            | Melissa Gregory / Denis Petukhov (Remplaçants) |
| 2e          | Ilia Klimkin      | Kimmie Meissner  | Dorota Zagórska / Mariusz Siudek         | Tessa Virtue / Scott Moir                      |
| 3e          | Shawn Sawyer      | Yukari Nakano    | Utako Wakamatsu / Jean-Sébastien Fecteau | Federica Faiella / Massimo Scali               |

## Résultats

### Messieurs
| Rang    | Nom               | Pays       | Points | Programme court | Programme court | Programme libre | Programme libre |
| ------- | ----------------- | ---------- | ------ | --------------- | --------------- | --------------- | --------------- |
| 1       | Brian Joubert     | France     | 233.46 | 1               | 80.75           | 1               | 152.71          |
| 2       | Daisuke Takahashi | Japon      | 224.83 | 2               | 79.99           | 3               | 144.84          |
| 3       | Nobunari Oda      | Japon      | 216.86 | 4               | 69.15           | 2               | 147.71          |
| 4       | Alban Préaubert   | France     | 201.32 | 3               | 71.63           | 4               | 129.69          |
| Abandon | Johnny Weir       | États-Unis |        | 5               | 67.60           |                 |                 |
| Forfait | Evan Lysacek      | États-Unis |        |                 |                 |                 |                 |

### Dames
| Rang | Nom             | Pays         | Points | Programme court | Programme court | Programme libre | Programme libre |
| ---- | --------------- | ------------ | ------ | --------------- | --------------- | --------------- | --------------- |
| 1    | Kim Yuna        | Corée du Sud | 184.20 | 3               | 65.06           | 1               | 119.14          |
| 2    | Mao Asada       | Japon        | 172.52 | 1               | 69.34           | 4               | 103.18          |
| 3    | Sarah Meier     | Suisse       | 170.28 | 4               | 59.46           | 2               | 110.82          |
| 4    | Fumie Suguri    | Japon        | 158.78 | 5               | 55.14           | 3               | 103.64          |
| 5    | Miki Ando       | Japon        | 157.32 | 2               | 67.52           | 6               | 89.80           |
| 6    | Júlia Sebestyén | Hongrie      | 142.69 | 6               | 49.40           | 5               | 93.29           |

### Couples
| Rang | Nom                               | Pays       | Points | Programme court | Programme court | Programme libre | Programme libre |
| ---- | --------------------------------- | ---------- | ------ | --------------- | --------------- | --------------- | --------------- |
| 1    | Shen Xue / Zhao Hongbo            | Chine      | 203.19 | 1               | 68.66           | 1               | 134.53          |
| 2    | Aljona Savchenko / Robin Szolkowy | Allemagne  | 180.67 | 4               | 58.82           | 2               | 121.85          |
| 3    | Zhang Dan / Zhang Hao             | Chine      | 175.93 | 2               | 64.18           | 4               | 111.75          |
| 4    | Rena Inoue / John Baldwin         | États-Unis | 166.83 | 3               | 59.18           | 5               | 107.65          |
| 5    | Valérie Marcoux / Craig Buntin    | Canada     | 165.83 | 6               | 52.98           | 3               | 112.85          |
| 6    | Maria Petrova / Aleksey Tikhonov  | Russie     | 154.59 | 5               | 56.52           | 6               | 98.07           |

### Danse sur glace
| Rang | Nom                                     | Pays       | Points | Danse originale | Danse originale | Danse libre | Danse libre |
| ---- | --------------------------------------- | ---------- | ------ | --------------- | --------------- | ----------- | ----------- |
| 1    | Albena Denkova / Maxim Staviski         | Bulgarie   | 161.24 | 2               | 60.12           | 1           | 101.12      |
| 2    | Marie-France Dubreuil / Patrice Lauzon  | Canada     | 156.34 | 1               | 60.44           | 3           | 95.90       |
| 3    | Oksana Domnina / Maksim Chabaline       | Russie     | 156.14 | 3               | 59.97           | 2           | 96.17       |
| 4    | Isabelle Delobel / Olivier Schoenfelder | France     | 149.00 | 4               | 57.28           | 4           | 91.72       |
| 5    | Jana Khokhlova / Sergey Novitski        | Russie     | 141.34 | 5               | 53.31           | 5           | 88.03       |
| 6    | Melissa Gregory / Denis Petukhov        | États-Unis | 135.94 | 6               | 52.84           | 6           | 83.10       |

## Sources
- (en) Résultats de la finale 2006/2007 du Grand Prix ISU sur le site de l'ISU
- Patinage Magazine N°105 (Hiver 2006/2007)